# Дужий Ігор Дмитрович
Ду́жий І́гор Дми́трович (4 лютого 1940) — український вчений, доктор медичних наук (1998), голова Асоціації хірургів Сумської області (1998), професор, завідувач кафедри хірургії, травматології, ортопедії та фтизіатрії Навчально-наукового медичного інституту Сумського державного університету (2002), Заслужений лікар України (2006), академік Академії наук вищої школи України (2016).

## Біографія
Народився 4 лютого 1940 року у м. Бахмачі Чернігівської області в сім'ї службовців. Батько, Дмитро Митрофанович, був службовцем, а мати, Ольга Опанасівна, — домогосподаркою. Після закінчення семи класів вступив до Сумського медичного училища, яке закінчив у 1957 році.
1957—1960 рр. — завідувач фельдшерсько-акушерського пункту в с. Тиниця Бахмацького району Чернігівської області.
1960—1966 рр. — навчався у Харківському медичному інституті.  Закінчив його з відзнакою за спеціальністю «лікувальна справа». Після закінчення навчання був призначений ординатором хірургічного відділення Сумського обласного протитуберкульозного диспансеру.
1977—2002 рр. — завідувач хірургічного відділення Сумського обласного протитуберкульозного диспансеру.
З 1998 р. і дотепер — голова Сумського обласного осередку асоціації хірургів України.
З 2002 року і до сьогодні — науковий консультант клініки фтизіатрії Сумського обласного клінічного протитуберкульозного диспансеру.
З 2002 р. і дотепер є Членом Вченої ради СумДУ. У 2002 році  призначений завідувачем кафедри загальної хірургії з анестезіологією та доглядом за хворими з курсом фтизіатрії і променевої діагностики Медичного інституту Сумського державного університету. 2006—2019 рр. — завідувач кафедри загальної хірургії, радіаційної медицини і фтизіатрії Медичного інституту Сумського державного університету.
У 2006 році  отримав звання «Заслужений лікар України». 2016 рік — був обраний академіком Академії наук вищої школи України по відділенню фундаментальних проблем медицини.
З 2020 р. — завідувач кафедри хірургії, травматології, ортопедії та фтизіатрії Медичного інституту Сумського державного університету (нині Навчально-науковий медичний інститут СумДУ).

## Наукова діяльність
Професор Ігор Дмитрович Дужий активно займається науковою та винахідницькою  діяльністю. Основні напрямки наукових досліджень Дужого: диференційна діагностика захворювань плеври і легень, хірургія легень і плеври, лімфотропна терапія запальних захворювань легень, плеври та малої миски, хірургія торакоабдомінальної травми, лімфотропна антибактеріальна терапія гнійних захворювань черевної порожнини (апендицит, панкреатит).
Науковою діяльністю Ігор Дмитрович почав займатися  на початку 1970-х років. Першим у СРСР запропонував та втілив у життя профілактику тромбогеморагічних ускладнень шляхом використання низьких доз гепарину при операціях на легенях і плеврі. На початку 1980-х років першим в Україні  втілив у життя плевроскопію з метою діагностики захворювань плеври.
Проводив ендоскопічні дослідження з приводу синдрому плеврального випоту з наступним цитологічним, гістологічним i бактеріологічним дослідженнями біоптатів плеври, втілив у життя плевроскопію при синдромі плеврального випоту.
У 1992 р. захистив дисертацію на ступінь кандидата медичних наук «Оценка инструментально-хирургических методов в верификации плевральных выпотов туберкулезного и неспецифического генеза и оптимизации их лечения» на ниві практичної охорони здоров'я.
У 1997 р. вийшла друком монографія Дужого «Заболевания плевры: диагностические, хирургические и терапевтические аспекты», в якій він підсумував результати своїх попередніх досліджень.
У 1998 р. захистив дисертацію за матеріалами своєї монографії та отримав ступінь доктора медичних наук.
Нині займається розробкою та вдосконаленням методик консервативного, а також хірургічного лікування поширеного туберкульозу легень, особливо мультирезистентних форм. 3 цією метою розробляє i удосконалює способи торакопластики (інтра- i екстраторакальні методи).
Під керівництвом Ігоря Дмитровича Дужого захищено 11 дисертацій на здобуття наукового ступеня кандидата медичних наук: три з яких  — по лікуванню захворювань малої миски, одна — по лікуванню аденоїдиту, одна— по черепно-мозковій травмі, п'ять  — з хірургічного лікування легень і плеври, одна —  з променевої діагностики туберкульозного плевриту.

## Професійна діяльність
Ігор Дмитрович Дужий займається лікувальною, викладацькою, консультативною та методичною роботою.
Є фахівцем у галузі торакальної фтизіохірургії. Виконав понад 5 тисяч складних комбінованих оперативних втручань.  Серед професійних досягнень Ігоря Дмитровича — трансстернальна трансперикардіальна окклюзія головного бронха та тотальна плевректомія. Такі операції виконують декілька хірургів не лише в Україні, а й в країнах СНД. Надає перевагу комбінованим методам лікування туберкульозу легень, а саме резекціям легень з одночасною інтраплевральною та екстраплевральною торакопластикою на тлі пневмоперитонеуму.
Під час складання державних іспитів з анатомії і гістології у Харківському медичного інституту  професор Орленко Юрій Максимович запросив Дужого до себе на кафедру в хірургічний гурток. У кінці 3-го курсу Ігор Дмитрович самостійно оперував апендицити та неускладнені кили.
У серпні 1966 року після призначення ординатором хірургічного відділення Сумського обласного протитуберкульозного диспансеру працював під керівництвом хірурга Шевченка Миколи Анатолійовича. Через 11 років очолив це відділення. Через рік воно увійшло у трійку лідерів в Україні.
Є науковим консультантом клініки фтизіатрії Сумського обласного клінічного протитуберкульозного диспансеру, де продовжує і зараз оперувати хворих на різні легеневі і плевральні процеси.
В 2002 р. очолив кафедру загальної хірургії з анестезіологією та доглядом за хворими з курсом фтизіатрії і променевої діагностики Медичного інституту Сумського державного університету, яка у 2006 р. була перейменована на «Кафедру загальної хірургії, радіаційної медицини та фтизіатрії», а з 2020 р.  утворена нова «Кафедра хірургії, травматології, ортопедії та фтизіатрії». У липні 2003 року отримав звання доцента кафедри, а у лютому 2004 року — професора кафедри загальної хірургії. Під керівництвом І. Д. Дужого було підготовлено 8 торакальних хірургів, 2 з них працюють завідувачами відділень. Його учні — це кваліфіковані лікарі та вчені, які самостійно працюють в Україні, Замбії, Танзанії, Палестині та інших країнах світу.
Дужий очолює Сумський обласний осередок Асоціації хірургів України з 1998 р. Є постійним членом редакційних рад науково-практичних журналів «Туберкульоз, легеневі хвороби, ВІЛ-інфекція», «Лікарська справа» та  редакційної колегії медичного науково-практичного журналу «Харківська хірургічна школа». Багаторазовий опонент при захисті дисертацій на звання кандидата медичних наук і доктора медичних наук. Член Спеціалізованої вченої ради для разового захисту дисертації з метою присудження ступеня доктора філософії у ДУ «Інститут загальної та невідкладної хірургії ім. В. Т. Зайцева» НАМН України.

## Захоплення та громадська діяльність
Дужий є людиною активної громадської позиції та патріотом своєї країни. Цікавиться історією України та світу, був активним учасником Помаранчевої революції та Революції гідності.  
Ігор Дмитрович є віруючою людиною, прихильником Київського Патріархату, членом Єпархіального управління  [Архівовано 17 вересня 2020 у Wayback Machine.].
Виростив і дав путівку у життя 4 дітям. Має 7 онуків (Анну, Марину, Ігоря, Мирослава, Ярину, Таю, Софію) і 3 правнуків (Назара, Клима, Євгена, Ашрафа).
Веде здоровий спосіб життя, захоплюється садівництвом, любить майструвати своїми руками. Знає та самостійно виконує багато українських старовинних пісень.
Життєве кредо вченого, що є також епіграфом до кожної його монографії, звучить так:
|  | І вже вважатиму себе безмежно винагородженим Богом, і недаремно прожитим життя, якщо моя праця принесе користь народові, сином якого я маю честь бути |

## Нагороди та відзнаки
1986 рік — грамота Ради Міністрів СРСР за досягнення у професійній діяльності, знак «Отличнику здравоохранения».
2010 рік — грамота «За заслуги перед Помісною Українською Православною Церквою та побожним українським народом» від Патріарха Київського і всієї Руси-України Філарета.
2011 рік — орден «Патріот України» від Уряду і діаспори України.
2016 рік — медаль «За жертовність і любов до України» від громадянського штабу Революції Гідності.
2019 рік — Почесна грамота «За вагомі здобутки та особистий внесок у розвиток науки України» та орден «Науковець року» за перемогу у Міжнародній програмі «Науковець року-2019», який проводився під егідою Національної академії наук України і Української федерації вчених за підтримки та участі Комітету Верховної ради України з питань науки і освіти та  Міністерства освіти України .
2019 рік — грамота «За заслуги перед Помісною Українською Православною Церквою та побожним народом» від Митрополита Київського і всієї України Єпіфанія.
2020 рік — Золотий Хрест від Української Православної церкви.
2020 рік — відзнака імені академіка Олександра Олексійовича Шалімова

## Вибрані публікації
У здобутку Ігоря Дмитровича Дужого 8 монографій, 11 навчальних посібників, понад 400 наукових праць,  67 з яких опубліковані у виданнях, що індексуються БД Scopus. Дужий є автором понад 30 винаходів, підтверджених патентами України, та більше 70 раціоналізаторських пропозицій  [Архівовано 17 вересня 2020 у Wayback Machine.].
Співавтор національного підручника «Фтизіатрія», виданого трьома мовами.

### Наукові праці
- Дужий И. Д. Заболевания плевры: диагностические, хирургические и терапевтические аспекты): монографія. — К.: Здоров'я, 1997. — 432 с.  — ISBN 5-311-01046-0.
- Дужий І. Д. Клінічна плеврологія: монографія. — К.: Здоров'я, 2000. — 384 с. — ISBN 5-311-01192-0.
- Дужий І. Д. Хірургія туберкульозу легень та плеври: монографія. — К.: Здоров'я; Суми: ВАТ «СОД», вид-во «Козацький вал», 2003. — 360 с. — ISBN 5-311-01233-1.
- Торакопластика (образы прошлого и горизонты настоящего) / Б. В. Радионов, Ю. Ф. Савенков, И. Д. Дужий, Калабуха И. А., Хмель О. В. — Дніпропетровськ: РВА «Дніпро-ВАЛ», 2007. — 181 с. — ISBN 966-8704-18-5.
- Дужий І. Д. Труднощі діагностики хвороб плеври: монографія. — Суми: ВВП «Мрія» ТОВ, [2007-2008]. — 560 с. — ISBN 978-966-566-392-8.
- Дужий І. Д. Колапсохірургія у лікуванні сучасного туберкульозу легень: монографія / І. Д. Дужий, О. В. Кравець. — Суми: Сумський державний університет, 2016. — 318 с. — ISBN 978-966-657-617-3.
- Дужий І. Д.  Гострий грудний біль (диференціальна діагностика): монографія. — Суми: Сумський державний університет, 2019. — 304 с.   — ISBN 978-966-657-767-5.
- Дужий І. Д. Особливості діагностики хвороб плеври: монографія / І. Д. Дужий. — 2-ге вид., доп. — Суми : СумДУ, 2021. — 716 с.  – ISBN 978-966-657-873-3.
- Дужий І. Д. Антибіоз. Перспективи : монографія / І. Д. Дужий. — Суми : СумДУ, 2023. — 235 с.  – ISBN 978-966-657-928-0.

### Навчальні посібники
- Основи загальної онкології в хірургії: навч. посіб. / І. Д. Дужий, В. П. Шевченко, М. Г. Кононенко та ін. — Суми: Сумський державний університет, 2004. — 94 с. + Гриф МОЗ. — ISBN 966-657-013-0.
- Опіки: навч. посіб. / І. Д. Дужий, В. В. Мадяр, В. П. Шевченко та ін. — Суми: Сумський державний університет, 2007. — 102 с. — ISBN 978-966-657-142-0.
- Дужий І. Д. Диференціальна діагностика вогнищевих процесів у фтизіопульмонології: навч. посіб. — Суми: Сумський державний університет, 2009. — 259 с. + Гриф МОЗ. — ISBN 978-966-657-264-9.
- Дужий І. Д. Диференціальна діагностика інфільтративних процесів у фтизіопульмонології: навч. посіб. — Суми: Сумський державний університет, 2010. — 236 с. + Гриф МОЗ. — ISBN 978-966-657-329-5.
- Дужий І. Д. Система діагностики захворювань плеври та синдрому плеврального випоту: навч. посіб. / І. Д. Дужий, М. Д. Близнюк, А. В. Юрченко. — Суми: Сумський державний університет, 2010. — 35 с. + Гриф МОЗ. — ISBN 978-966-657-301-1.
- Дужий І. Д. Диференціальна діагностика кулястих утворень у фтизіопульмонології: навч. посіб. — Суми: Сумський державний університет, 2011. — 253 с. — ISBN 978-966-657-399-8.
- Дужий І. Д. Догляд за хірургічними хворими: навч. посіб. / І. Д. Дужий, В. В. Мадяр. — Суми: Сумський державний університет, 2011. — 210 с.
- Дужий І. Д. Основи та вибрані розділи онкології у хірургії: навч. посіб. — Суми: Сумський державний університет, 2012. — 273 с. + Гриф МОЗ. — ISBN 978-966-657-428-5.
- Дужий І. Д. Диференціальна діагностика дисемінованих процесів у фтизіопульмонології: навч. посіб. — Суми: Сумський державний університет, 2013. — 327 с. — ISBN 978-966-657-473-5.
- Дужий І. Д. Перша допомога при невідкладних станах: навч. посіб. / І. Д. Дужий, О. В. Кравець. — Суми: Сумський державний університет, 2014. — 213 с. — ISBN 978-966-657-506-0.
- Фтизіатрія: нац. підручник / В. І. Петренко, Л. Д. Тодоріко, Л. А. Грищук та ін.; за ред. В. І. Петренка. — К.: Медицина, 2015. — 472 с. + Гриф МОН; Гриф МОЗ. — ISBN 978-617-505-203-7.
- Дужий І. Д. Деякі дефініції клінічних синдромів у разі захворювань плеври (Компендіум) : навч. посіб. / І. Д. Дужий, Г. П. Олещенко. — Суми : Сумський державний університет, 2022. — 54 с. — ISBN 978966-657-902-0.